# Вышгородок (Тернопольская область)
Вышгородок (укр. Вишгородок) — село в Лановецкой городской общине Кременецкого района Тернопольской области Украины.
До 2020 года входило в Лановецкий район.
Код КОАТУУ — 6123883001. Население по переписи 2014 года составляло 561 человек.

## Географическое положение
Село Вышгородок находится на берегу реки Свиноройка,
выше по течению примыкает село Верещаки,
ниже по течению примыкает село Соколовка.
Через село проходит автомобильная дорога Р-43.

## История
Ассоциируется историками с Выгошевым русских летописей, упоминаемым под 1097 годом при описании осады Владимира-Волынского Давыдом Игоревичем в начале июня 1099 года), под 1152 годом в числе волынских городов, захваченных Владимиром Галицким.

## Объекты социальной сферы
- Школа I—IІІ ст.
- Детский сад.
- Дом культуры.

## Достопримечательности
- Братская могила советских воинов.